# Białoruś na Mistrzostwach Świata w Lekkoatletyce 2011
Reprezentacja Białorusi na Mistrzostwach Świata w Lekkoatletyce 2011 liczyła 23 zawodników. Medale zdobyli kulomioci: Nadzieja Astapczuk (srebro) i Andrej Michniewicz (brąz).

## Występy reprezentantów Białorusi

### Mężczyźni

#### Konkurencje techniczne
| Konkurencja    | Zawodnik           | Eliminacje | Eliminacje | Finał    | Finał   |
| Konkurencja    | Zawodnik           | Rezultat   | Pozycja    | Rezultat | Pozycja |
| -------------- | ------------------ | ---------- | ---------- | -------- | ------- |
| Pchnięcie kulą | Andrej Michniewicz | 20,79 m    | 4          | 21,40 m  | 3       |
| Pchnięcie kulą | Pawieł Łyżyn       | 19,91 m    | 16         |          |         |
| Rzut młotem    | Pawieł Krywicki    | 78,16 m    | 2 Q        | 78,53 m  | 5       |
| Rzut młotem    | Jury Szajunou      | 76,74 m    | 7 q        | NM       | NM      |
| Rzut młotem    | Waleryj Swiatocha  | 71,58 m    | 23         |          |         |

### Kobiety

#### Konkurencje biegowe
| Konkurencja        | Zawodnik                                                                                                | Runda 1  | Runda 1 | Runda 2    | Runda 2 | Półfinał | Półfinał | Finał    | Finał   |
| Konkurencja        | Zawodnik                                                                                                | Rezultat | Pozycja | Rezultat   | Pozycja | Rezultat | Pozycja  | Rezultat | Pozycja |
| ------------------ | --- | -------- | ------- | ---------- | ------- | -------- | -------- | -------- | ------- |
| Bieg na 800 m      | Maryna Arzamasawa                                                                                       |          |         | 2:01.97    | 19 Q    | 2:02.13  | 21       |          |         |
| Bieg na 800 m      | Swiatłana Usowicz                                                                                       |          |         | 2:05.62    | 33      |          |          |          |         |
| Bieg na 1500 m     | Natalla Karejewa                                                                                        |          |         | 4:12.03    | 19      |          |          |          |         |
| Sztafeta 4 x 100 m | Hanna Bahdanowicz Julija Bałykina Alena Nieumiarżycka Hanna Lapieszka                                   |          |         | 44.38      | 15      |          |          |          |         |
| Sztafeta 4 x 400 m | Hanna Taszpułatawa Juljana Juszczanka Iłona Usowicz Swiatłana Usowich Iryna Chlustawa Maryna Arzamasawa |          |         | 3:24.28 SB | 6       |          |          | 3:25.64  | 6       |
| Chód na 20 km      | Nastassia Jacewicz                                                                                      |          |         |            |         |          |          | 1:34:09  | 18      |

#### Konkurencje techniczne
| Konkurencja    | Zawodnik             | Eliminacje | Eliminacje | Finał    | Finał   |
| Konkurencja    | Zawodnik             | Rezultat   | Pozycja    | Rezultat | Pozycja |
| -------------- | -------------------- | ---------- | ---------- | -------- | ------- |
| Skok w dal     | Nastassia Mironczyk  | 6,80 m     | 2 Q        | 6,74 m   | 4       |
| Skok w dal     | Wieranika Szutkowa   | 6,45 m     | 16         |          |         |
| Skok o tyczce  | Anastasija Szwiedowa | 4,40 m     | 18         |          |         |
| Pchnięcie kulą | Nadzieja Astapczuk   | 19,11 m    | 4 Q        | 20.05    | 2       |
| Pchnięcie kulą | Natalla Michniewicz  | 18,88 m    | 10 Q       | 18.47    | 11      |
| Rzut młotem    | Alena Matoszka       | 68,23 m    | 16         |          |         |